# Convento de São Félix de Cantalice
O Convento de São Félix de Cantalice está localizado no município brasileiro de Recife e é considerado um local de romaria, uma vez que atrai fiéis de todo o país. Nele está sepultado em uma capela do santuário o corpo de Frei Damião.

## Características
O convento está localizado no bairro do Pina, Recife, é conhecido por ter sido residência de frei Damião e por abrigar, numa capela anexa, o seu túmulo, que recebe milhares de visitantes anualmente. Atualmente este convento abriga os frades menores capuchinhos.